# Fanfarlo

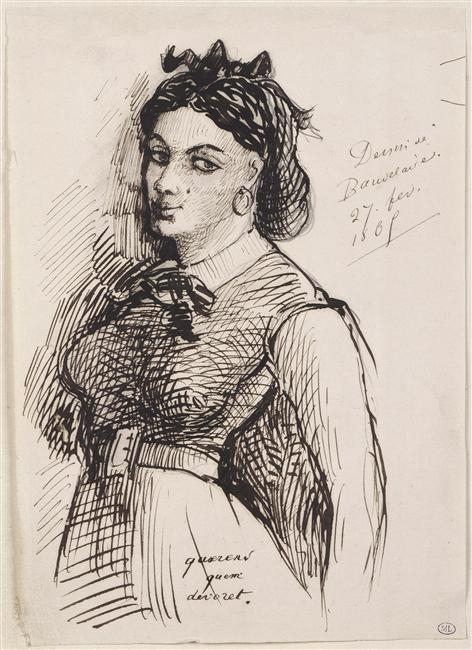
Jeanne Duval

Fanfarlo (La Fanfarlo) är en kortroman av den franske poeten Charles Baudelaire (1821-1867). Den publicerades första gången 1847 och är ett av Baudelaires tidigaste verk och hans enda längre prosaberättelse (den franska utgåvan 1847 var på 52 sidor).

## Handling
Handlingen kretsar kring poeten och dandyn Samuel Cramer som lovar en förnäm dam och barndomsvän att som en tjänst förföra hennes mans älskarinna, vampen och dansösen Fanfarlo. Cramer lyckas men äkta känslor uppstår mellan de två och det udda paret blir ett äkta par vilket förändrar deras liv påtagligt. Men det är inget lyckligt slut utan snarare ett tragikomiskt då Baudelaire skissar upp dandyn Cramer som stadgad familjefar och Fanfarlo som mor till tvillingar, upptagen med intriger för att främja sin författande mans karriär. I slutet av romanen och i början av deras liv tillsammans avslöjar Cramer också bakgrunden till deras relation för Fanfarlo vars sista replik i romanen blir ett "det ska du få betala".

## Om romanen
Huvudpersonen, den förvirrade och litet uppblåste poeten Cramer, har ansetts vara ett satiriskt självporträtt av Baudelaire och det har spekulerats i om hans eget förhållande med skådespelerskan Jeanne Duval kan ha stått modell för Cramers och Fanfarlos relation.  
Fanfarlo skall inte förväxlas med den brittiska popgruppen med samma namn.

## Svenska översättningar
- Fanfarlo. Översättning Klas Östergren 1987. Stockholm: Schultz Förlag. ISBN 91-87370-01-8
- Fanfarlo. Översättning Ingar Gadd 2003. Efterord av Peter Glas. Lund: Bakhåll. ISBN 91-7742-205-8.